# Antrocephalus terrae
Antrocephalus terrae är en stekelart som först beskrevs av Girault 1930.  Antrocephalus terrae ingår i släktet Antrocephalus och familjen bredlårsteklar. Inga underarter finns listade i Catalogue of Life.